# Mittleres Schloss Kleinbottwar
Das mittlere Schloss Kleinbottwar (auch: Mittelschloss, Neuenschaubeck oder Eltershöfersches Schloss) war ein Landschloss des niederen Adels, das zwischen 1541 und 1543 von Hans Dietrich von Plieningen und seiner Frau Apollonia (geborene von Schönau) im westlichen Teil des Ortes Kleinbottwar, einem heutigen Stadtteil der Stadt Steinheim an der Murr, erbaut wurde. Es brannte 1639 ab und wurde nach 1663 von seinen neuen Inhabern Ursula Sibylla (geborene von Plieningen) und ihrem Ehemann Wolfgang Friedrich von Eltershofen wiedererrichtet. Seit 1774 war das Anwesen mehrheitlich in Privatbesitz und wurde seither zum größten Teil abgetragen und neu bebaut.

## Geschichte

### 1541–1639: Das erste Schloss, genanntNeuenschaubeck
Der aus dem Geschlecht der hoch- und spätmittelalterlichen Herren von Plieningen stammende Hans Dietrich (* 1505, † 8. September 1570), ein Enkel Dietrichs von Plieningen, hatte seit dem Tod seines Vaters Eitelhans von Plieningen († 23. Februar 1534) die Herrschaft über das reichsritterliche Gut Schaubeck und das halbe Dorf Kleinbottwar inne. Er erbaute wohl in der Zeit zwischen 1541 und 1543 auf halber Höhe zwischen dem Familiensitz Burg Schaubeck und dem im Tal der Bottwar liegenden Dorf Kleinbottwar ein Neuenschaubeck genanntes Landschloss. Hans Dietrich selbst war vermutlich auf Burg Schaubeck (Altenschaubeck) geboren und wuchs dort wohl auch auf.
Seit 1521 studierte Hans Dietrich in Heidelberg und Tübingen Jura und Philosophie. Nach Unterbrechungen setzte er sein Studium 1531 in Wittenberg fort. Dort wurde der Reformator Philipp Melanchthon sein Mäzen.
Vermutlich gleich nach seiner Rückkehr 1534 führte er die lutherische Religion auf Schaubeck und in Kleinbottwar ein und wurde bis 1549 herzoglicher Hofgerichtsassessor in Tübingen. 1541 wurde er Obervogt im Amt Leonberg und heiratete seine erste Frau Apollonia von Schönau aus Rheinfelden († 4. April 1560). Aus dieser Hochzeit erhielt er 1500 Gulden in Gold.
Am 12. April 1541 gestattete ihm Herzog Ulrich von Württemberg diese Mitgift auf Schaubeck samt Zubehör zu verweisen, was vermutlich den geplanten Bau Neuenschaubecks beförderte. Für den Bau erhielt Hans Dietrich zudem 30 Stämme Eichenholz von Herzog Ulrich. Die mittelalterliche Burg Altenschaubeck genügte den modernen Ansprüchen des herzoglich-württembergischen Hofmanns und späteren Landhofmeisters (1556–1570) damals wohl nicht mehr.
1571 musste Hans Dietrichs ältester Sohn Dietrich von Plieningen (* 1547, † 25. August 1600) das reichsritterschaftliche Erbe seines Vaters annehmen – auch für seine Brüder Friedrich (* 1550, † 21. August 1635, Direktor des ritterschaftlichen Kantons Kocher) und Sigmund (* ca. 1551/52, † 1598), mit denen er zu dieser Zeit in Frankreich studierte.
Am 27. August 1577 erneuerte Kaiser Rudolf II. die Belehnung mit der von Kaiser Maximilian am 10. August 1500 erstmals verliehenen Blutgerichtsbarkeit über Schaubeck und der Hälfte Kleinbottwars. Die Brüder verwalteten die Güter zunächst gemeinsam bis etwa 1590, danach teilten sich Dietrich und Friedrich die halbe Kleinbottwarer Herrschaft, die andere Hälfte bekamen sie am 19. Dezember 1594 von Herzog Friedrich von Württemberg als Lehen zugesprochen. Dietrich war auf Altenschaubeck ansässig, Friedrich auf Neuenschaubeck.
Nach dem Tod seines Bruders war Friedrich alleiniger Besitzer der gesamten Herrschaft über Schaubeck und Kleinbottwar. Am 10. Oktober 1620 erhielten Friedrichs Neffen (die Söhne seines verstorbenen Bruders Dietrich) Werner Dietrich und Friedrich je einen Lehensteil an Burg und Ort. Am 16. April 1621 erneuerte Kaiser Ferdinand II. die Belehnungen mit dem Blutbann für Schaubeck und der Hälfte Kleinbottwars.
Friedrichs Söhne Eitelhans (* 1593, † 16. Januar 1645, Obervogt in Besigheim) und Georg (* 19. Dezember 1597, † 6. Juli 1631) stritten sich wohl um das väterliche Erbe, denn am 23. Juli 1628 erhielt der jüngere Bruder Georg durch einen Vergleich das Schloss Neuenschaubeck und eine Hälfte der dazugehörigen Herrschaft zugewiesen, das er bis zu seinem Tod mit seiner Frau Marie Adelmännin von Adelmannsfelden und seinen vier Kindern bewohnte.
Da sich Marie Adelmann nach dem Tod ihres Mannes 1631 auf ihren väterlichen Stammsitz nach Hohenstadt zurückzog, fiel Neuenschaubeck wieder an Georgs älteren Bruder Eitelhans. 1641 überließ dieser sein Lehensgut Hohenstein an Herzog Eberhard III. von Württemberg im Tausch für die Hälfte seines herzoglichen Mannslehens Kleinbottwar. Somit waren ganz Kleinbottwar und Schaubeck reichsunmittelbares Gebiet.
Eitelhans, der letzte männliche Erbe der Herren von Plieningen, starb 1645 auf Altenschaubeck. Sein Erbe teilten sich seine drei Töchter Anna Katharina (* 1626, † 8. April 1647), Marie Agnes (* 29. Januar 1632, † 25. Oktober 1686) und Ursula Sibylla (* 1633, † 1688).
Neuenschaubeck brannte im Zuge des Dreißigjährigen Krieges 1639 ab. Vermutlich wurde es beim Abzug der kaiserlichen Truppen aus Württemberg unter General Gallas in Brand gesteckt. Seine Besatzung hatte seit Herbst 1635 bestanden und die Bewohner Württembergs stark geplagt und ausgehungert.

### 1663–1774: Das zweite Schloss, genanntMittelschloss,EltershöferschesoderGaisbergisches Schloss
Nach dem Tod ihres Vaters 1645 erbte Anna Katharina, die älteste Tochter Eitelhans' von Plieningen, das Gut Neuenschaubeck, verzichtete aber darauf, das in Ruinen liegende Schloss wieder zu errichten. Stattdessen erbaute sie mit ihrem Ehemann Johann Kaspar Megenzer von Felldorf (* 1622, † 1656) in Großbottwar ein Stadthaus und in Kleinbottwar in der Kirchgasse ein neues Schloss samt Scheuer, das sogenannte Untere Schloss oder Unterschaubeck.
Anna Katharina und Johann Kaspar starben recht jung und hinterließen zwei Töchter: Gottliebin Katharine und Sophie Barbara, die allerdings noch nicht erbfähig waren. Ihre Vormünder verkauften das Erbdrittel der Anna Katharina am 4. Dezember 1663 zu 7000 Gulden und 3 Eimer Wein (ca. 900 Liter) an den Vetter der beiden Mädchen, Johann Sebastian von Gaisberg d. J.
Die zweite Tochter Eitelhans’ Maria Agnes heiratete in erster Ehe, vermutlich im Januar 1648, den Reichsritter Johann Sebastian von Gaisberg auf Schnait († 15. September 1671). Sie saßen auf Altenschaubeck. Ihr gemeinsamer Sohn, der kaiserliche Rat Johann Sebastian von Gaisberg auf Schnait d. J. (* 1655, † 1713), baute das Untere Schloss nach seiner Zerstörung während des Pfälzischen Erbfolgekrieges als sogenanntes Amtshaus wieder auf, vereinigte nach und nach alle Plieningschen Erbteile und nannte sich zu Schaubeck und Kleinbottwar.
Die jüngste Erbin des Eitelhans von Plieningen war die dritte Tochter Ursula Sibylla, die 1657 Wolfgang Friedrich von Eltershofen († 1677) ehelichte, einen Haller Patrizier, dessen Familie wie die Ritterfamilie von Gaisberg in Schnait ansässig war. Nach 1663 errichteten sie auf der, nach dem Bau des Unteren Schlosses, in der Zwischenzeit als Mittelschloss bezeichnete Ruine ein neues Schloss als eindrucksvollen Herrensitz, das von da an auch als Eltershöfersches Schloss bezeichnet wurde.
Die drei männlichen Erben der Ursula Sibylla und des Wolfgang Friedrich von Eltershofen Johann Wilhelm († 1698), Christoph Ernst († 1702) und Georg Friedrich († 1712) starben allesamt unverheiratet, ebenso ihre Schwester Ursula Sibylla († 1714). Das Elterhöfische Erbe fiel somit 1714 den Erben ihres im Jahr zuvor verstorbenen Vetters Johann Sebastian von Gaisberg zu Schaubeck und Kleinbottwar zu. Damit hatte die Familie Gaisberg ganz Kleinbottwar und Schaubeck zum Fideikommiss geeint. Die Familie hielt sich für drei Generationen nun auf Schaubeck und in Kleinbottwar, so dass das Mittelschloss fortan in den späteren Amtsbeschreibungen als Gaisbergisches Schloss bezeichnet wurde.
Johann Sebastian von Gaisberg zu Schaubeck und Kleinbottwar war seit 1675 mit Katharina von Kaltental verheiratet, die bis zu ihrem Tod 1736 auf dem Mittelschloss residierte. Ihr ältester Sohn Friedrich Sebastian (* 1682, † 1740) saß derweilen auf Altenschaubeck und hatte zwei Kinder: Johann Karl Friedrich und Marie Elisabeth Charlotte, der zweite Sohn Johann Ernst Friedrich (* 1684, † 1725) saß auf Unterschaubeck und hatte drei Söhne: Johann Heinrich Friedrich, Benjamin Friedrich und Philipp Sebastian († 1759).
Familienstreitigkeiten in dieser dritten Generation schwächten die Einheit des Erbes wohl zunehmend, so dass Herzog Carl Eugen von Württemberg die Gunst der Stunde nutzte und Marie Elisabeth Charlottes Erbteil mit dem Mittelschloss 1749 abkaufte und 1751 auch die Teile des Johann Karl Friedrich von Gaisberg übernahm.

Der Herzog renovierte 1749 das Mittelschloss und veräußerte seine Hälfte des Schaubecker und Kleinbottwarer Besitzes 1765 an die Familie der freien Reichsritter von Kniestedt. Friedrich Ludwig von Kniestedt (* 1684, † 1794) veräußerte zwischen 1771 und 1774 das Gebäude des mittleren Schlosses samt zwei Morgen Schlossgarten und zwei Scheuern an Kleinbottwarer Bürger. Lediglich das 1765 erbaute Schafthaus und die Hälfte des Kellers blieben noch herrschaftlich.

Wappen der früheren Besitzer
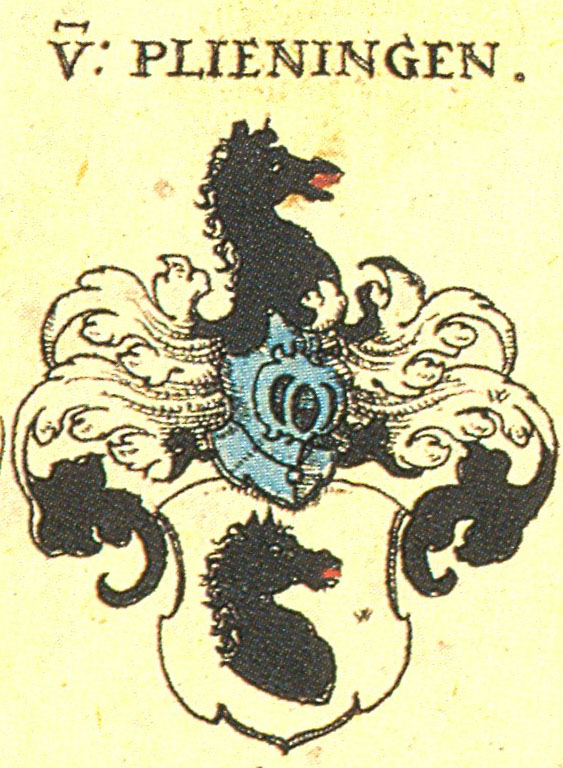
Herren von Plieningen
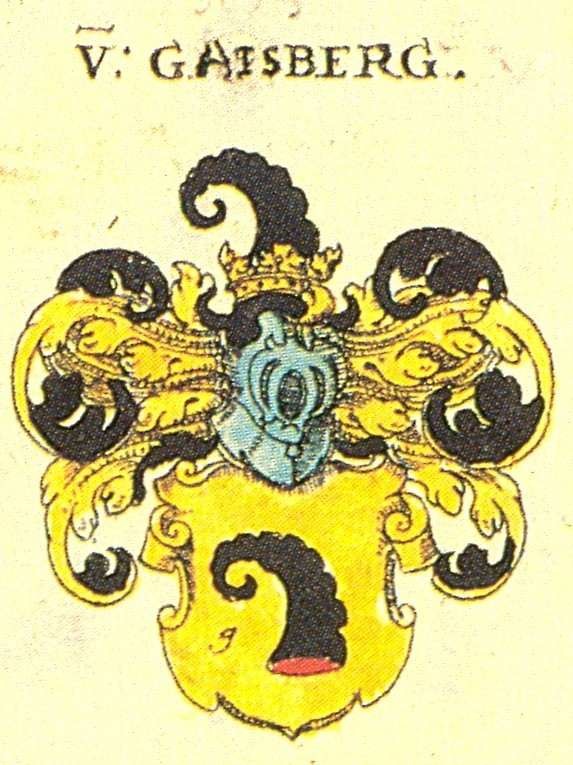
Herren von Gaisberg
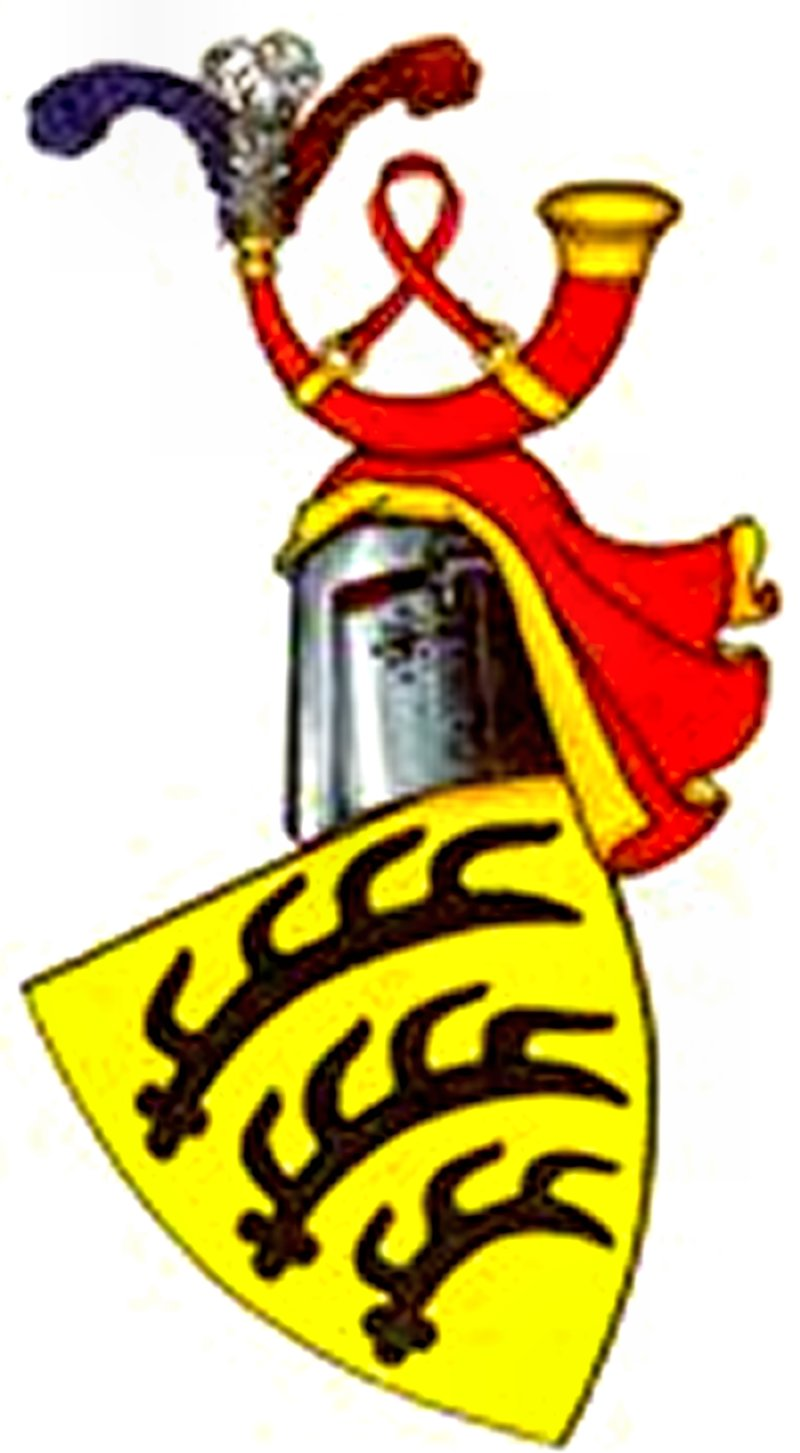
Haus Württemberg
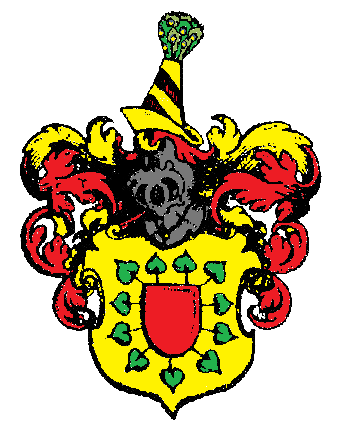
Ritter von Kniestedt

## Lage, Architektur und Nutzung
Das Mittlere Schloss liegt etwa auf halber Höhe zwischen der auf einem Felsvorsprung über dem Bottwartal südlich gelegenen Burg Altenschaubeck und dem nördlich gelegenen alten Ortskern Kleinbottwars. Die Ausläufer des Forstbergs fallen westlich der Starkenäcker zur Bottwar hin ab. Das Mittlere Schloss sitzt auf einem kleinen Hügel, der sich hier über dem Talhang bildet.

Heute ist der Steinheimer Stadtteil östlich um das Mittlere Schloss herum gewachsen. Bereits auf der Urflurkarte des Königreichs Württemberg von 1832 hatte sich um das Mittlere Schloss herum ein Oberdorf gebildet, das durch mehrere Wege mit dem ursprünglichen Unterdorf am Wehrbach verbunden war.

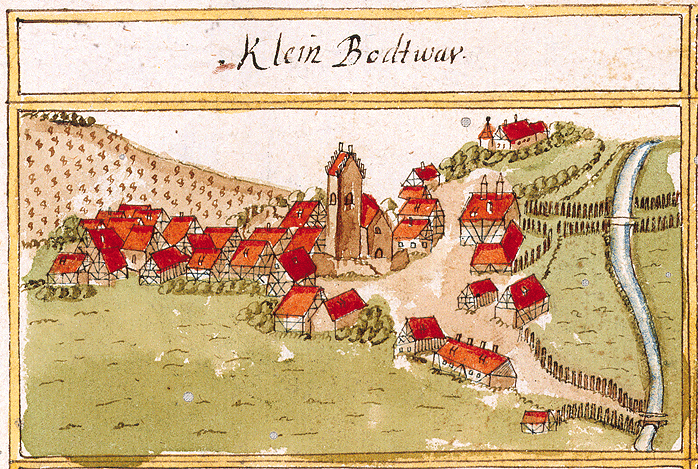
Das Mittlere Schloss Kleinbottwar ist auf der Ansicht von Andreas Kieser aus dem Jahre 1686 rechts oberhalb des Ortes zu sehen. Zu dieser Zeit wurde der Gebäudekomplex nach seinem Wiedererbauer Wolfgang Friedrich von Eltershofen Eltershöfisches Schloss benannt.

Auf der vermutlich ältesten Ansicht des Mittleren Schlosses, die um 1686 von Andreas Kieser mit der Ortsansicht Kleinbottwars geschaffen wurde, zeigt sich das nach seiner Wiedererrichtung nach 1663 damals etwa 20 Jahre alte Eltershöfersche Schloss als kompaktes, aber stattliches Herrenhaus auf einem dicht bewaldeten Hügel oberhalb des Dorfes. Es handelt sich dabei um eine etwa südsüdwestliche Ansicht Kleinbottwars. Hinter dem Herrenhaus ist ein möglicher Scheuern- oder Stallanbau erkennbar. Links am Gebäude befindet sich der zwerchhausartige Turmvorsprung, der heute noch besteht. Der nördliche Giebel des Herrenhauses zeigt den Eltershöferschen Fachwerkaufbau auf der Ruine des 1639 abgebrannten Neuschaubecks.
Auf der Württembergischen Urflurkarte von 1832 zeigen sich die südlich gelegenen Stallungen noch deutlich zusammenhängend. Sie wurden später abgetragen und durch die heutige lockere Bebauung ersetzt.
Seit 1771/74 war das Gebäude mehrheitlich in privaten Händen Kleinbottwarer Bürger und wurde seither mehrfach baulich verändert. Das heutige Doppelhaus Mittelschloss Nummer 5–6 ist noch im wesentlichen Zustand von 1669 erhalten, wobei lediglich Haus Nr. 6 noch einen relativ unveränderten Charakter zeigt: Der aus der östlichen Traufseite des Gebäudes an der rechten Seite aus der Gebäudeflucht hervorspringende, dreistöckige Turmanbau findet sich wie oben erwähnt schon auf der Ansicht des Elternhöferschen Schlosses von Kieser. Auf einer Fotografie von 1910 sind links vom Turmvorsprung auf dem Krüppelwalmdach zwei übereinander liegende Dachgauben zu sehen, die heute fehlen.
Haus Nr. 5 ist baulich mehrfach verändert, das Zwerchdach des ehemaligen Flaschenzugs des als Schafthaus genutzten Gebäudes ist aber noch gut erkennbar. Außer dem Zwerchdach zeigt sich auf der Fotografie von 1910 kein weiterer Dachaufbau, heute befinden sich dort vier (2 × 2) Dachgauben links des Zwerchdachs.
Das Erdgeschoss des gesamten Doppelhauses Nr. 5–6 hat große Toröffnungen zum geräumigen Keller, der ebenfalls noch gut erhalten ist und von Mengeneinlagerungen an Lebensmitteln und Getränken zeugt. Der Keller und das stark gemauerte Erdgeschoss des Doppelhauses begründen die Ruinen des 1639 abgebrannten, älteren Schlossbaus.
Wo heute im Mittelpunkt des Schlosshofes Garagen und ein alter Baum stehen, befand sich nach der Renovierung im Jahr 1749 durch Herzog Karl von Württemberg ein künstlich angelegter, prunkvoller Teich, der wohl auch als Feuersee des Oberdorfes genutzt wurde. Ein zeitgenössischer Chronist beschreibt die um das Schloss herum gelegenen bemerkenswerten Schlossgärten mit ihren ansprechenden Springbrunnen, „Seen“ und Gewächshäusern. Dabei erwähnt er auch lobend die bequeme Wohnlichkeit des Hauses.